# Сократеш
Сокра́теш (порт. Sócrates, нар. 19 лютого 1954, Белен — пом. 4 грудня 2011, Сан-Паулу) — бразильський футболіст, півзахисник.
Займає 63-е місце серед найкращих гравців XX століття за версією журналу World Soccer. Займає 77-е місце серед найкращих гравців за всю історію футболу за версією журналу Placar. Входить в список найкращих гравців XX століття за версією Voetbal International. Член ФІФА 100.

## Клубна кар'єра
У дорослому футболі дебютував 1974 року виступами за «Ботафогу Сан-Паулу», в якому провів чотири сезони, взявши участь у 57 матчах чемпіонату.
Своєю грою за цю команду привернув увагу представників тренерського штабу клубу «Коринтіанс», до складу якого приєднався 1978 року. Відіграв за команду з Сан-Паулу наступні шість сезонів своєї ігрової кар'єри. Більшість часу, проведеного у складі «Коринтіанса», був основним гравцем команди. У складі бразильського гранду був одним з головних бомбардирів команди, маючи середню результативність на рівні 0,58 голу за гру першості.
Згодом, з 1984 по 1988 рік, грав у складі клубів «Фіорентина», «Фламенго» та «Сантус».
Завершив професійну ігрову кар'єру у клубі «Ботафогу Сан-Паулу», у якому розпочинав професійні виступи.
У 2004 році, через 15 років після завершення кар'єри, на кілька місяців став граючим тренером англійського клубу «Гарфорт Таун» з Регіональної ліги Англії. У клубі Сократеш провів лише один матч, вийшовши на заміну за 12 хвилин до кінця зустрічі з «Тадкастер Альбіон».

## Виступи за збірну
1979 року дебютував в офіційних матчах у складі національної збірної Бразилії. Протягом кар'єри у національній команді, яка тривала 8 років, провів у формі головної команди країни 60 матчів, забивши 22 голи.
Разом зі збірною був учасником двох Кубків Америки (1979, 1983), двох чемпіонатів світу (1982, 1986), а також Золотого Кубка чемпіонів світу.

## Смерть
У серпні 2011 року потрапив до лікарні імені Альберта Ейнштейна з крововиливом в травний тракт через підвищений тиск ворітної вени. На початку вересня він був виписаний з лікарні; сам футболіст назвав причиною крововиливу зловживання ним алкоголем.
3 грудня він знову потрапив до лікарні з септичним шоком кишкового походження. 4 грудня в 4:30 він помер на 58 році життя у Сан-Паулу.
Через кілька годин після його смерті «Коринтіанс» у матчі останнього туру чемпіонату Бразилії, зігравши внічию в дербі проти «Палмейраса» (0:0), оформив п'ятий титул чемпіонів країни. Гра почалася з хвилини мовчання в пам'ять про Сократеша.

## Титули та досягнення
- Срібний призер Кубка Америки: 1983
- Футболіст року в Південній Америці: 1983